# Ban de Croacia
Ban de Croacia (en croata: Hrvatski ban) fue el título de los gobernantes locales y después de 1102 de los virreyes de Croacia. Desde los primeros períodos del estado croata, algunas provincias fueron gobernadas por banes como gobernantes en representación del rey (similares a virreyes) y comandantes militares supremos. En el siglo XVIII, los banes de Croacia se convirtieron en los principales oficiales del gobierno en Croacia. La institución del banato en Croacia se mantuvo hasta el siglo XX.